# Wolf Kaiser

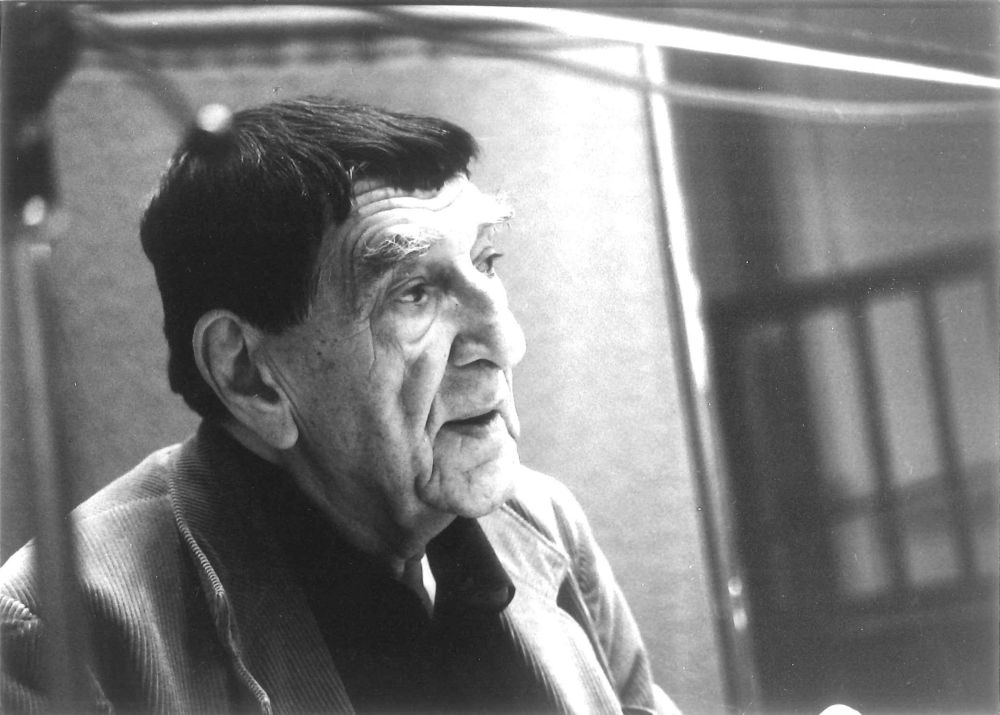
Der Schauspieler Wolf Kaiser im Hörspielstudio in einer Aufnahme des Berliner Fotografen Werner Bethsold.

Wolf Kaiser (* 26. Oktober 1916 in Frankfurt am Main; † 21. Oktober 1992 in Berlin) war ein deutscher Theater- und Filmschauspieler.

## Leben

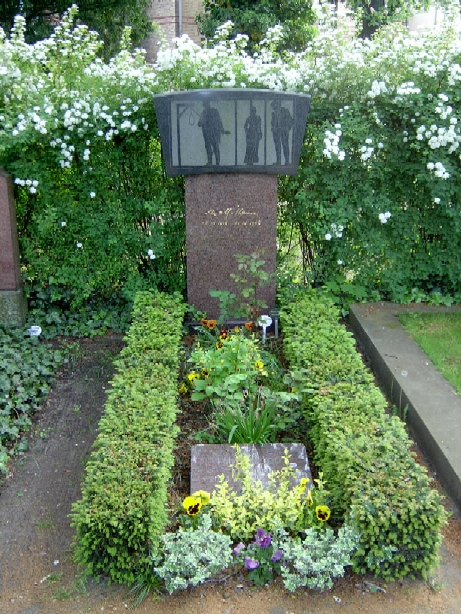
Grab von Wolf Kaiser auf dem Dorotheenstädtischen Friedhof in Berlin. Zwei Szenenbilder aus der Dreigroschenoper.

Kaiser wuchs in der Schweiz auf, da seine Familie 1920 nach Basel gezogen war, wo sich sein Vater, ein Galvaniseur, bessere Verdienstmöglichkeiten erhoffte. 1937 kehrte er nach Frankfurt zurück, wo er Chemie und Physiologie studierte. Nachdem er 1937 aufgrund eines Lungenrisses als dienstunfähig aus der Wehrmacht entlassen worden war, ging er nach Berlin und nahm dort 1939 bis 1941 Schauspielunterricht bei Margarete Wellhoener und an der Schule Reimann.
Sein Bühnendebüt gab er 1941 am Stadttheater Iglau, worauf von 1942 bis 1945 ein Engagement an der Volksbühne Berlin unter Eugen Klöpfer folgte. Nach Engagements in Frankfurt am Main, München und am Schauspielhaus in Leipzig kehrte Kaiser 1950 nach Berlin zurück, wo Bertolt Brecht ihn am Deutschen Theater entdeckte und für das Berliner Ensemble verpflichtete.
Bis 1967 blieb Kaiser am Berliner Ensemble und zählte aufgrund seiner künstlerischen Leistungen bald zu den bedeutenden Schauspielern der deutschen Theaterlandschaft. Mit Auslandsgastspielen gelang es ihm, auch bei internationalem Publikum Anerkennung zu erlangen. Seine Darstellung des Mackie Messer in der Dreigroschenoper war legendär.
1965 erhielt Kaiser den Nationalpreis der DDR und wurde zwei Jahre später an der Volksbühne engagiert. Ab 1969 konzentrierte er sich hauptsächlich auf die Tätigkeit vor der Kamera und gehörte bis 1990 dem Schauspieler-Ensemble beim Fernsehen der DDR an. Doch auch vorher schon, zu Zeiten des Zweiten Weltkrieges und danach, war Kaiser im Film tätig.
Bekannt wurde er durch die Mitwirkung in Filmen wie Das tapfere Schneiderlein (1956), Kabale und Liebe (1959), Das Stacheltier – Das blaue Zimmer (1965), Kleiner Mann – was nun? (1973) und Ursula (1978). Die erste Hauptrolle verkörperte er 1956 als Heiratsschwindler Maurice Daurignac in den Millionen der Yvette.
Für die Darstellung des Meister Falk in Benito Wogatzkis Fernsehspielen Die Geduld der Kühnen (1967), Zeit ist Glück (1968) und Die Zeichen der Ersten (1969) wurde Kaiser mit zwei Nationalpreisen der DDR ausgezeichnet. Nachdem er sich Mitte der 1970er Jahre in die Schweiz zurückzog und dort sowohl im Fernsehen als auch auf der Bühne gastierte, spielte er seine letzte große Rolle 1981 als Casanova in Casanova auf Schloss Dux. Kaiser war im Fernsehen der DDR stets präsent.
Nach langer Krankheit und aufgrund der mit den Veränderungen nach 1989 vor sich gehenden sozialen Verhältnisse beendete er fünf Tage vor seinem 76. Geburtstag im Oktober 1992 sein Leben durch Suizid, indem er aus dem Fenster seiner Berliner Wohnung sprang.
Sein schriftlicher Nachlass befindet sich im Archiv der Akademie der Künste in Berlin.

## Darstellung Kaisers in der bildenden Kunst
- Harald Kretzschmar: Wolf Kaiser (Porträtkarikatur, Pinselzeichnung, 1962)[3]

## Filmografie (Auswahl)
- 1944: Das Leben ruft
- 1951: Die letzte Heuer
- 1952: Karriere in Paris
- 1952: Das verurteilte Dorf
- 1953: Die Geschichte vom kleinen Muck
- 1954: Ernst Thälmann – Sohn seiner Klasse
- 1954: Der Fall Dr. Wagner
- 1955: Der Ochse von Kulm
- 1956: Thomas Müntzer – Ein Film deutscher Geschichte
- 1956: Das tapfere Schneiderlein
- 1956: Die Millionen der Yvette
- 1957: Katzgraben (Theateraufzeichnung)
- 1957: Mutter Courage und ihre Kinder (Theateraufzeichnung)
- 1959: Kabale und Liebe
- 1961: Italienisches Capriccio
- 1961: Mutter Courage und ihre Kinder (Theateraufzeichnung)
- 1961: Das Kleid
- 1963: Jetzt und in der Stunde meines Todes
- 1965: Die Abenteuer des Werner Holt
- 1966: Die Tage der Commune (Theateraufzeichnung)
- 1966: Die Ermittlung (Theateraufzeichnung)
- 1967: Kleiner Mann – was nun? (TV)
- 1968–1970: Ich – Axel Cäsar Springer (TV-Mehrteiler)
- 1970: Caesar und Cleopatra (Theateraufzeichnung)
- 1970: Denn ich sah eine neue Erde (TV-Mehrteiler)
- 1971: Brecht-Abend (Studioaufzeichnung)
- 1972: Der Adjudant (Fernsehserie)
- 1976: Der Stumme
- 1978: Ursula (TV)
- 1981: Die Leidenschaftlichen
- 1981: Casanova auf Schloss Dux (Fernsehspiel)
- 1986: Der schwarze Tanner

- 1992: Wolf Kaiser – Schauspieler. Berlin Friedrichstraße. Ein Film von Roland Steiner und Walther Petri

## Theater
- 1950: Bertolt Brecht: Die Mutter – Regie: Bertolt Brecht (Berliner Ensemble im Deutschen Theater Berlin)
- 1950: Ernst Fischer: Der große Verrat – Regie: Wolfgang Langhoff (Deutsches Theater Berlin)
- 1951: Alfred Kantorowicz: Die Verbündeten – Regie: Wolfgang Heinz (Deutsches Theater Berlin – Kammerspiele)
- 1951: Bertolt Brecht: Mutter Courage und ihre Kinder (Feldhauptmann) – Regie: Erich Engel (Berliner Ensemble im Deutschen Theater Berlin)
- 1955: Johannes R. Becher Winterschlacht (Deutscher Major) – Regie: Bertolt Brecht/Manfred Wekwerth (Berliner Ensemble)
- 1959: Bertolt Brecht: Leben des Galilei – Regie: Erich Engel (Berliner Ensemble)
- 1960: Bertolt Brecht: Die Dreigroschenoper (Mackie Messer) – Regie: Erich Engel (Berliner Ensemble)
- 1961: Helmut Baierl: Frau Flinz (Polizeirat Kalusa) – Regie: Manfred Wekwerth/Peter Palitzsch (Berliner Ensemble)
- 1962: Bertolt Brecht: Die Tage der Commune (Papa) – Regie: Manfred Wekwerth/Joachim Tenschert (Berliner Ensemble)
- 1967: George Bernard Shaw: Cäsar und Cleopatra (Cäsar) – Regie: Ottofritz Gaillard (Volksbühne Berlin)
- 1967: Helmut Baierl: Mysterium Buffo – Variante für Deutschland (Meister Falk) – Regie: Wolfgang Pintzka (Volksbühne Berlin)
- 1968: Friedrich Schiller: Don Carlos (Philipp) – Regie: Hannes Fischer (Volksbühne Berlin)

## Hörspiele
- 1951: Alexander Puschkin: Der Postmeister (Rittmeister Minskij) – Regie: Werner Wieland (Hörspielbearbeitung – MDR 1946–1952)
- 1953: Konstantin Trenjow: Ljubow Jarowaja – Regie: Günther Rücker (Berliner Rundfunk)
- 1953: Nikolai Gogol: Die toten Seelen (Nesdrjow, Gutsbesitzer) – Regie: Richard Hilgert (Hörspiel – Berliner Rundfunk)
- 1955: Jan de Hartog: Schiff ohne Hafen (Holländischer Konsul) – Regie: Lothar Dutombé (Hörspiel – Rundfunk der DDR)
- 1956: Nâzım Hikmet: Legende von der Liebe (Wesir) – Regie: Otto Dierichs (Rundfunk der DDR)
- 1956: Rolf Schneider: Das Gefängnis von Pont L'Eveque (Goguenard) – Regie: Helmut Hellstorff (Rundfunk der DDR)
- 1957: Jean-Paul Sartre: Nekrassow (Valera-Nekrassow) – Regie: Erich-Alexander Winds (Rundfunk der DDR)
- 1957: Gerhard Rentzsch (nach Wsewolod Wischnewski): Die Straße des Soldaten (weißgardistischer Rittmeister) – Regie: Wolfgang Schonendorf (Rundfunk der DDR)
- 1961: Anton Tschechow: Das schwedische Zündholz – Regie: Peter Brang (Hörspiel – Rundfunk der DDR)
- 1961: Guy de Maupassant: Der Millionenstreich (Maréc) – Regie: Otto Dierichs (Hörspiel – Rundfunk der DDR)
- 1961: Klaus Glowalla: Mordprozeß Consolini – Regie: Fritz-Ernst Fechner (Hörspiel – Rundfunk der DDR)
- 1962: Anton Tschechow: Perpetuum Mobile (Jeschow) – Regie: Peter Brang (Hörspiel – Rundfunk der DDR)
- 1964: Jacques Constant: General Frédéric (Gigant) – Regie: Hans Knötzsch (Hörspiel – Rundfunk der DDR)
- 1965: Giovanni Boccaccio: Vier ergötzliche Geschichten aus dem Dekamerone des Messer Giovanni Boccaccio (Erzähler) – Regie: Renate Thormelen (Hörspiel – Litera)
- 1966: Lothar Kleine: Gott auf Hiwa Oa (Gauguin) – Regie: Wolfgang Brunecker (Biographie – Rundfunk der DDR)
- 1968: Ernst Ottwalt: Kalifornische Ballade – Regie: Fritz Göhler (Hörspiel – Rundfunk der DDR)
- 1969: Friedrich Dürrenmatt Abendstunde im Spätherbst – Regie: Werner Grunow (Kriminalhörspiel – Rundfunk der DDR)
- 1971: Günter Kunert: Mit der Zeit ein Feuer (Pirkheimer) – Regie: Wolfgang Schonendorf (Hörspiel – Rundfunk der DDR)
- 1971: Bertolt Brecht: Die Tage der Commune („Papa“) – Regie: Manfred Wekwerth/Joachim Tenschert (Hörspiel – Litera)
- 1973: Bertolt Brecht: Leben des Galilei (Kardinal Inquisitor) – Regie: Fritz Göhler (Hörspiel – Rundfunk der DDR)
- 1975: Brüder Grimm: Der gestiefelte Kater (Zauberer) – Regie: Dieter Scharfenberg (Kinderhörspiel – Litera)
- 2002: Marianne Weil/Stefan Dutt: Legionäre, Guerilleros, Saboteure – Regie: Marianne Weil/Stefan Dutt (Ein sozialistisches Gesamthörspiel (Zusammenschnitt) – DLR)

## Auszeichnungen
- 1961: Kunstpreis der DDR
- 1965: Nationalpreis der DDR II. Klasse
- 1967: Nationalpreis der DDR III. Klasse für Geduld der Kühnen im Kollektiv
- 1968: Nationalpreis der DDR I. Klasse für Zeit ist Glück im Kollektiv
- 1977: Vaterländischer Verdienstorden in Silber
- 1981: Vaterländischer Verdienstorden in Gold
- 1986: Ehrenspange zum Vaterländischen Verdienstorden in Gold[4]